# Виртешкою
Виртешкою (рум. Vârteșcoiu) — село у повіті Вранча в Румунії. Входить до складу комуни Виртешкою.
Село розташоване на відстані 163 км на північний схід від Бухареста, 8 км на захід від Фокшан, 81 км на північний захід від Галаца, 114 км на схід від Брашова.

## Населення
За даними перепису населення 2002 року у селі проживали 1202 особи, з них 1201 особа (99,9%) румунів. Рідною мовою 1201 особа (99,9%) назвала румунську.